# Buffalo Park
Der Buffalo Park ist ein Cricket-Stadion in der südafrikanischen Stadt East London. Das Stadion dient als Heimstätte des Warriors.

## Kapazität und Infrastruktur
Das Stadion hat eine Sitzplatzkapazität von 15.000 Plätzen. Die beiden Ends heißen Buffalo Park Drive End und Bunkers Hill End.

## Nutzung
Internationales Cricket wird in dem Stadion seit 1992 gespielt, Test seit 2002. Beim Cricket World Cup 2003 fanden hier drei Partien statt.